# Carlos Rivera (cantante)
Carlos Rivera (Huamantla, 15 marzo 1986) è un attore e cantante messicano.

## Carriera
Nel 2005, ha firmato con la Sony Music e ha iniziato a lavorare su un album autointitolato. Quell'anno ha registrato "Y Si tu Supieras" per il film Mar de Sueños. La canzone è stata nominata per la Migliore canzone originale al 2006 Diosas de Plata, una cerimonia annuale di premiazione messicana ospitata dall'Associazione messicana di giornalismo cinematografico.
Mentre lavorava all'album, Rivera ha lavorato in teatro. Nel 2006, ha recitato nel musical Besame Mucho, e l'anno successivo ha recitato in Orgasmos La Comedia. Nel 2008, a 22 anni, Rivera è diventato il più giovane attore al mondo ad interpretare il protagonista maschile in Beauty and the Beast, la prima grande produzione simile a Broadway prodotta da Disney in Messico.
Rivera ha recitato nella sua quarta produzione teatrale, Mamma Mia! nel 2009. Il progetto gli è valso una nomination nella categoria Miglior Co-Attore dell'Anno dall'Associazione dei Giornalisti Teatrali.
Il suo secondo album in studio, Mexicano, è stato registrato nel 2010 e come il suo predecessore, che include successi come Te me vas e No soy el aire, è stato certificato oro. Il progetto è stato prodotto da Kiko Campos.

### Il Re Leone
Nel 2011, Rivera è diventato il primo attore messicano a recitare in una produzione Disney fuori dal Messico.
Nei due anni successivi, più di un milione di persone hanno visto Rivera nel ruolo di Simba. Ha fatto il tutto esaurito in circa 700 spettacoli al Teatro Lope de Vega sulla famosa Gran Via di Madrid, e ha vinto come miglior nuovo attore ai Broadway World Spain Awards 2012.
Nel 2013, Rivera si è concentrato sulla sua ultima produzione del Re Leone e sulla pubblicazione del suo terzo album in studio, El hubiera no existe. L'album, che è stato certificato oro in Messico, è stato pubblicato anche in Spagna, Argentina, Venezuela, America Centrale e Portogallo.

### El Hubiera No Existe
El Hubiera No Existe segnò l'inizio delle collaborazioni con Mario Dom, Franco De Vita, Leonel García e Pablo Preciado. L'album produsse una serie di successi tra cui Fascinación, Solo tú, Gracias a ti, El hubiera no existe, Por ti, Que fue de nuestra vida, un duetto con De Vita, e No deben marchitar con India Martinez.
Il tour mondiale di Rivera, il "El Hubiera No Existe Tour", ha prodotto 60 spettacoli sold-out in città come Madrid, Barcellona, Valencia, Buenos Aires e Guadalajara.

### 2014-
Nel 2014, Rivera ha partecipato come giudice alla versione spagnola di The Voice. Lo stesso anno ha celebrato 10 anni come artista e ha pubblicato un album dal vivo, Con Ustedes… Carlos Rivera En Vivo, registrato durante la sua seconda esibizione al Teatro Metropólitan di Città del Messico.
L'anno scorso Rivera si è unito nuovamente al cast del Re Leone, in Messico, dove il progetto è stato il maggior incasso nella storia del paese.
Rivera si è esibito in più di 300 spettacoli dal 2015 al 2016, e combinato con la produzione spagnola, ha recitato in oltre 1.000 spettacoli teatrali, goduti da circa 1,4 milioni di ospiti.
È l'unico attore al mondo ad aver recitato in due produzioni originali Disney de Il Re Leone, e l'unico protagonista ad aver inciso su due colonne sonore, oltre ad aver partecipato all'adattamento lirico delle canzoni originali per la versione spagnola.
Quest'anno, Rivera ha recitato nella telenovela El hotel de los secretos, prodotta da Televisa. A febbraio, ha pubblicato il suo quarto album in studio, Yo Creo, che ha debuttato al numero 1 nella Top Sales Chart di AMPROFON in Messico e al numero 1 della General Chart di iTunes in Spagna.
Rivera ha registrato una canzone per la soap opera argentina Los ricos no piden permiso.
Rivera ha collaborato con artisti come il compianto Juan Gabriel, Maluma, Banda el Recodo, Thalía, José José, Pandora, Reyli Barba, Ana Torroja, Marta Sánchez, Franco De Vita, Ana Carolina e Daniel Boaventura (Brasile), Paulo Gonzo (Portogallo), Abel Pintos (Argentina), Laura Pausini (Italia) e India Martínez (Spagna).

## Filmografía
| 2010 | Héroes verdaderos                      | Carlos Navarro |                     |           |
| 2016 | El hotel de los secretos               | Andrés Salinas |                     |           |
| 2019 | Il re leone (film 2019) \|Simba adulto | 2020           | Yo vivo: Documental | lo stesso |

## Premi
Premios TVyNovelas
| Anno | Categoria                      | Opere nominate           | Risultato       |
| ---- | ------------------------------ | ------------------------ | --------------- |
| 2017 | Miglior attore co-protagonista | El hotel de los secretos | Vincitore/trice |
| 2017 | Miglior rivelazione maschile   | El hotel de los secretos | Vincitore/trice |

- Primo posto nella terza generazione di "La Academia" (US 270000 $) (2004)
- Premio dal sindacato degli insegnanti di Tlaxcala (2005)
- Il presidente messicano Enrique Peña Nieto ha consegnato a Rivera il Premio al merito artistico al Premios Antena.

## Discografia

### Album in studio
- 2007 – Carlos Rivera
- 2010 – Mexicano
- 2013 – El hubiera no existe
- 2016 – Yo creo
- 2018 – Guerra
- 2018 – Regresame a mi corazon
- 2021 – Crónicas de una guerra

### EP
- 2020 – Si fuera mia

### Singoli
- 2019 – Un año más (con i Reik, le Pandora, Matisse, Natalia Jiménez, Yuri, le Ventino, Arthur Hanlon e Manuel Medrano)